# Yunnanosaurus huangi
Il genere Yunnanosaurus ("lucertola di Yunnan") è l'unico genere della famiglia delle Yunnanosauridae e comprende una specie primitiva di dinosauri dal collo lungo (prosauropodi) vissuti nel Giurassico inferiore, circa 210 milioni di anni fa (Yunnanosaurus huangi). In passato si era ipotizzato che alcuni fossili (scoperti nel 1951) appartenessero ad un'altra specie (Yunnanosaurus robustus), ma ora si ritiene che si tratti di esemplari della specie Y. huangi.
Si ritiene che lo yunnanosauro fosse erbivoro e pesasse circa 900 kg per 2 metri di altezza e 7 metri di lunghezza.
Si crede che poteva sollevarsi sulle zampe posteriori per brucare gli alberi o appoggiarsi sulle quattro zampe per pascolare.
I primi fossili di Yunnanosaurus huangi sono stati ritrovati da Young in Cina nel 1942. Attualmente sono stati scoperti 20 scheletri e 2 crani di diversa età, da cuccioli ad adulti.
Particolare dei crani sono i denti che erano molto affilati, a forma di scalpello e dai bordi taglienti. Rispetto agli attuali rettili contemporanei, i denti dello yunnanosauro erano molto più evoluti, infatti erano molto simili a quelli del Brachiosaurus.